# Sasagiri Yūya
Sasagiri Yūya (笹桐 ゆうや) là một họa sĩ manga người Nhật, nổi tiếng với nét thiết kế nhân vật nữ mang phong cách chibi-moe. Tác phẩm đầu tay của ông là tuyển tập truyện tranh To Heart và tác phẩm nổi tiếng nhất hiện tại là bộ manga theo phong cách 4 hình một trang (yonkoma) Little Busters!, đăng trên tạp chí chuyên về bishōjo Dengeki G's Magazine bắt đầu từ tháng 3 năm 2006 đến tháng 3 năm 2010. Hai manga này của ông sau này được sản xuất thành visual novel thành công.

## Danh sách tác phẩm
- To Heart
- Little Busters! The 4-koma (2006 - 2010)
- Little Busters! EX The 4-koma (2010 - nay)